# 10 de dezembro
10 de dezembro é o 344.º dia do ano no calendário gregoriano (345.º em anos bissextos). Faltam 21 dias para acabar o ano.

## Eventos históricos

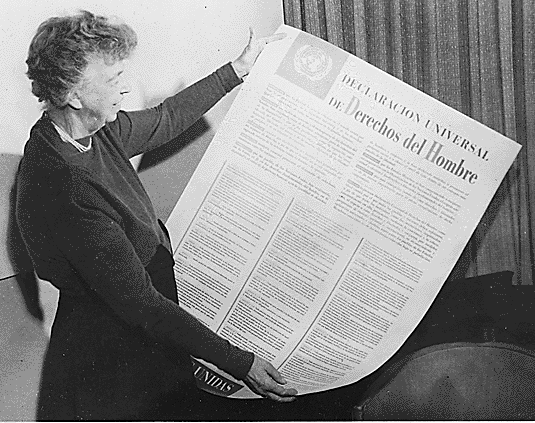
1948: Declaração Universal dos Direitos Humanos

- 1041 — O filho adotivo da imperatriz Zoé Porfirogênita sucede ao trono do Império Romano do Oriente como Miguel V.
- 1317 — O "Banquete de Nyköping" - o rei Birger da Suécia aprisiona traiçoeiramente seus dois irmãos Valdemar, duque da Finlândia e Érico, duque de Södermanland, na masmorra do castelo de Nyköping, onde morrem de fome.
- 1508 — A Liga de Cambrai é formada pelo Papa Júlio II, Rei Luís XII da França, Imperador Maximiliano I do Sacro Império Romano-Germânico e Rei Fernando II de Aragão como uma aliança contra a República de Veneza, na época sob o governo do Doge Leonardo Loredano.
- 1510 — Goa rende-se às forças portuguesas comandadas por Afonso de Albuquerque.
- 1520 — Martinho Lutero queima, em Vitemberga (Alemanha), a bula de excomunhão Exsurge Domine, decretada contra ele pelo Papa Leão X.
- 1541 — Thomas Culpeper e Francis Dereham são executados por terem casos amorosos com Catarina Howard, rainha da Inglaterra e esposa de Henrique VIII.
- 1652 — A derrota na Batalha de Dungeness faz com que a Comunidade da Inglaterra reforme sua marinha.
- 1684 — A derivação de Isaac Newton das leis de Kepler de sua teoria da gravidade, contida no artigo De motu corporum in gyrum (tradução livre: "Sobre o movimento dos corpos em um círculo"), é lida para a Royal Society por Edmond Halley.
- 1710— Dá-se a batalha de Villaviciosa, no contexto da Guerra da Sucessão Espanhola.
- 1768 — É publicada a primeira edição da Encyclopædia Britannica.
- 1799 — A França adota o metro como sua unidade oficial de comprimento.
- 1815 — Criação do concelho do Cartaxo.
- 1825 — O Império do Brasil e as Províncias Unidas do Rio da Prata (atual Argentina) entram em guerra.
- 1844 — Horace Wells descobre as propriedades anestésicas do óxido nitroso.
- 1848 — Luís Napoleão, o futuro Napoleão III, é eleito presidente da República Francesa.
- 1864 — Guerra civil americana: a marcha de Sherman para o mar: as tropas do Exército da União do major-general William Tecumseh Sherman alcançam as defesas confederadas externas de Savannah, Geórgia.
- 1877 — Guerra Russo-Turca: o exército russo captura Plevna após um cerco de 5 meses. A guarnição de 25 000 turcos sobreviventes se rende. A vitória russa é decisiva para o desfecho da guerra e da Libertação da Bulgária.
- 1898 — Termina a Guerra Hispano-Estadunidense com a assinatura do Tratado de Paris, pelo qual a Espanha perde para os Estados Unidos o domínio sobre Cuba, Porto Rico e Filipinas.
- 1901 — Realiza-se a primeira cerimônia do Prêmio Nobel em Estocolmo, no quinto aniversário da morte de Alfred Nobel.
- 1902 — Abertura do reservatório da represa de Assuan, no Egito.
- 1906 — O presidente dos Estados Unidos, Theodore Roosevelt, recebe o Prêmio Nobel da Paz por seu papel na mediação da Guerra Russo-Japonesa, tornando-se o primeiro americano a ganhar um Prêmio Nobel em qualquer campo.
- 1909 — Selma Lagerlöf se torna a primeira mulher a receber o Nobel de Literatura.
- 1925 — Nova aparição de Nossa Senhora à religiosa Lúcia de Jesus dos Santos, em Pontevedra, Espanha.
- 1932 — A Tailândia se torna uma monarquia constitucional.
- 1933 — Guerra do Chaco: contra-ataque boliviano, que acabou mal-sucedido.
- 1936 — Crise da abdicação no Reino Unido: Rei Eduardo VIII assina o instrumento da abdicação.
- 1941
  - Segunda Guerra Mundial: os navios principais da Marinha Real Britânica, HMS Prince of Wales e HMS Repulse são afundados por torpedeiros da Marinha Imperial Japonesa perto da Malásia britânica.
  - Segunda Guerra Mundial: Batalha das Filipinas: forças japonesas imperiais sob o comando do general Masaharu Homma desembarcam em Luzon.
- 1942 — Segunda Guerra Mundial: o governo polonês no exílio envia o Relatório Raczyński (o primeiro relatório oficial sobre o Holocausto) a 26 governos que assinaram a Declaração das Nações Unidas.
- 1945 — O Reino dos Países Baixos é admitido como Estado-Membro da ONU.
- 1948 — A Declaração Universal dos Direitos Humanos é adotada pela Assembleia Geral da Organização das Nações Unidas - ONU.
- 1949 — Guerra Civil Chinesa: o Exército de Libertação Popular inicia seu cerco a Chengdu, a última cidade do Kuomintang na China continental, forçando o Presidente da República da China, Chiang Kai-shek e seu governo, a recuar para Taiwan.
- 1953 — O primeiro-ministro britânico Winston Churchill recebe o Prêmio Nobel de Literatura.
- 1963 — Zanzibar ganha a independência do Reino Unido como uma monarquia constitucional, sob o governo do sultão Jamshid bin Abdullah.
- 1968 — O maior assalto do Japão, o ainda não resolvido "roubo de 300 milhões de ienes", é realizado em Tóquio.
- 1978 — Conflito árabe-israelense: o primeiro-ministro de Israel, Menachem Begin, e o presidente do Egito, Anwar Sadat, recebem o Prêmio Nobel da Paz em conjunto.
- 1983 — A democracia é restaurada na Argentina, com a posse do presidente Raúl Alfonsin.
- 1984 — Proibida a tortura, de acordo com a Convenção das Nações Unidas - Na atualização da convenção de Genebra pelo alto colegiado da ONU.
- 1989 — Revolução Democrática da Mongólia: na primeira manifestação pública pró-democracia aberta do país, Tsakhiagiin Elbegdorj anuncia a criação da União Democrática da Mongólia.
- 1991
  - A região de Nagorno-Karabakh proclama sua independência.
  - Conclusão do acordo do Conselho Europeu sobre o Tratado de Maastricht, entre doze países da Europa.
  - Nursultan Nazarbayev toma posse como 1º presidente do Cazaquistão.
  - A República Socialista Soviética do Cazaquistão é renomeada para República do Cazaquistão.[1]
- 1995 — O exército israelense se retira de Nablus de acordo com os termos do Acordo de Oslo.
- 1996 — Promulgada a nova Constituição da África do Sul por Nelson Mandela.
- 1998 — Instituição do Dia Internacional dos Direitos Animais pela ONG inglesa Uncaged.
- 1999 — A associação Médicos sem Fronteiras recebe o Prêmio Nobel da Paz.
- 2005 — O voo 1145 da Sosoliso Airlines cai no Aeroporto Internacional de Port Harcourt, na Nigéria, matando 108 pessoas.[2]
- 2015 — Conflito de Rojava: O Conselho Democrático Sírio é estabelecido em Dêrik, formando a ala política das Forças Democráticas Sírias no nordeste da Síria.[3]
- 2016 — Duas explosões do lado de fora de um estádio de futebol em Istambul, Turquia, matam 38 pessoas e ferem outras 166.
- 2017 — O Estado Islâmico do Iraque e do Levante é derrotado no Iraque.[4]
- 2021 — Um surto de tornado generalizado, mortal e violento atinge as regiões Central, Centro-Oeste e Sul dos Estados Unidos. Oitenta e nove pessoas morreram pelos tornados, com a maioria das vítimas fatais ocorrendo no Kentucky, onde um único tornado mata 57 pessoas e fere centenas de outras.[5]
- 2023 — Toma posse na Argentina o presidente Javier Milei.

## Nascimentos

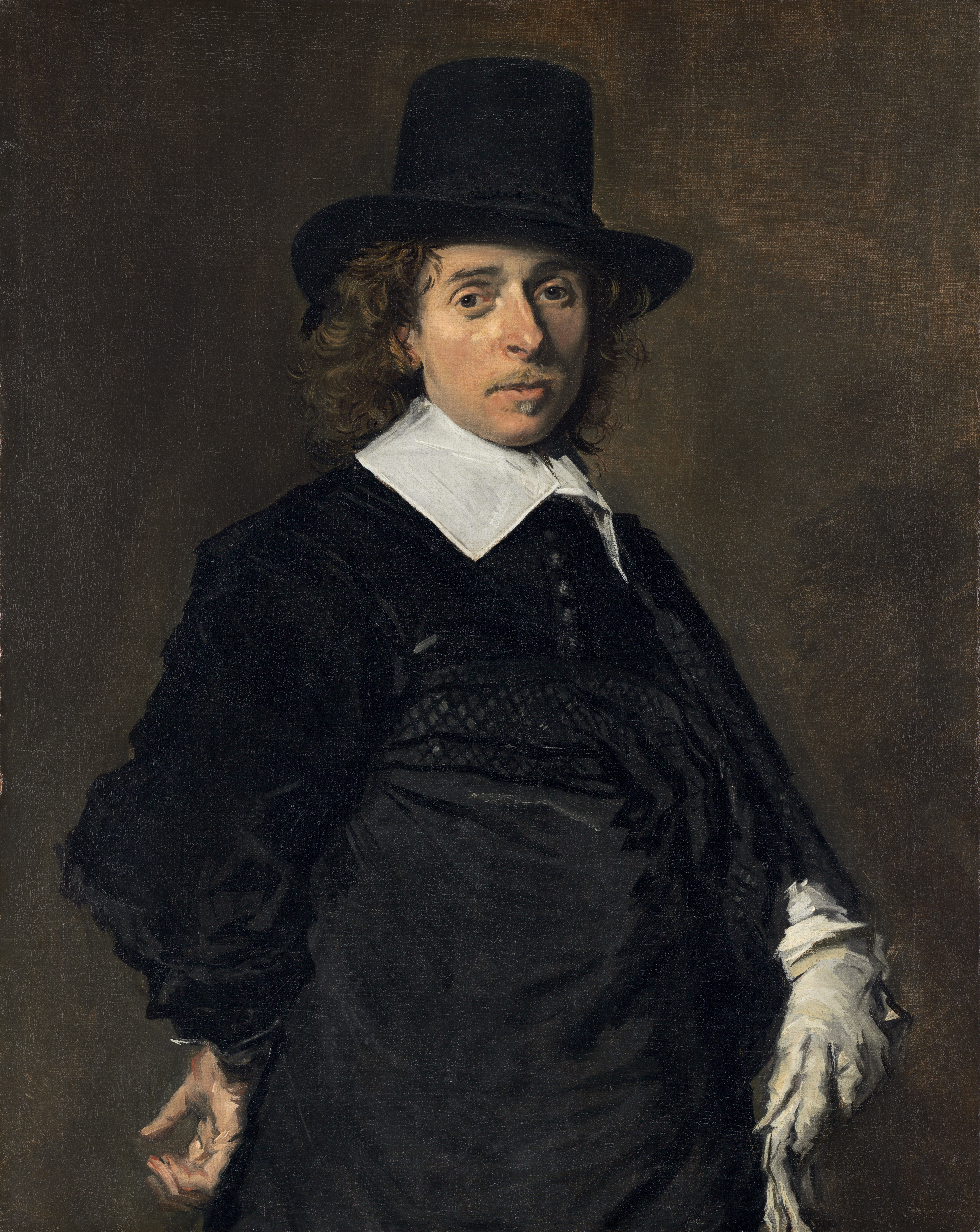
Adriaen van Ostade

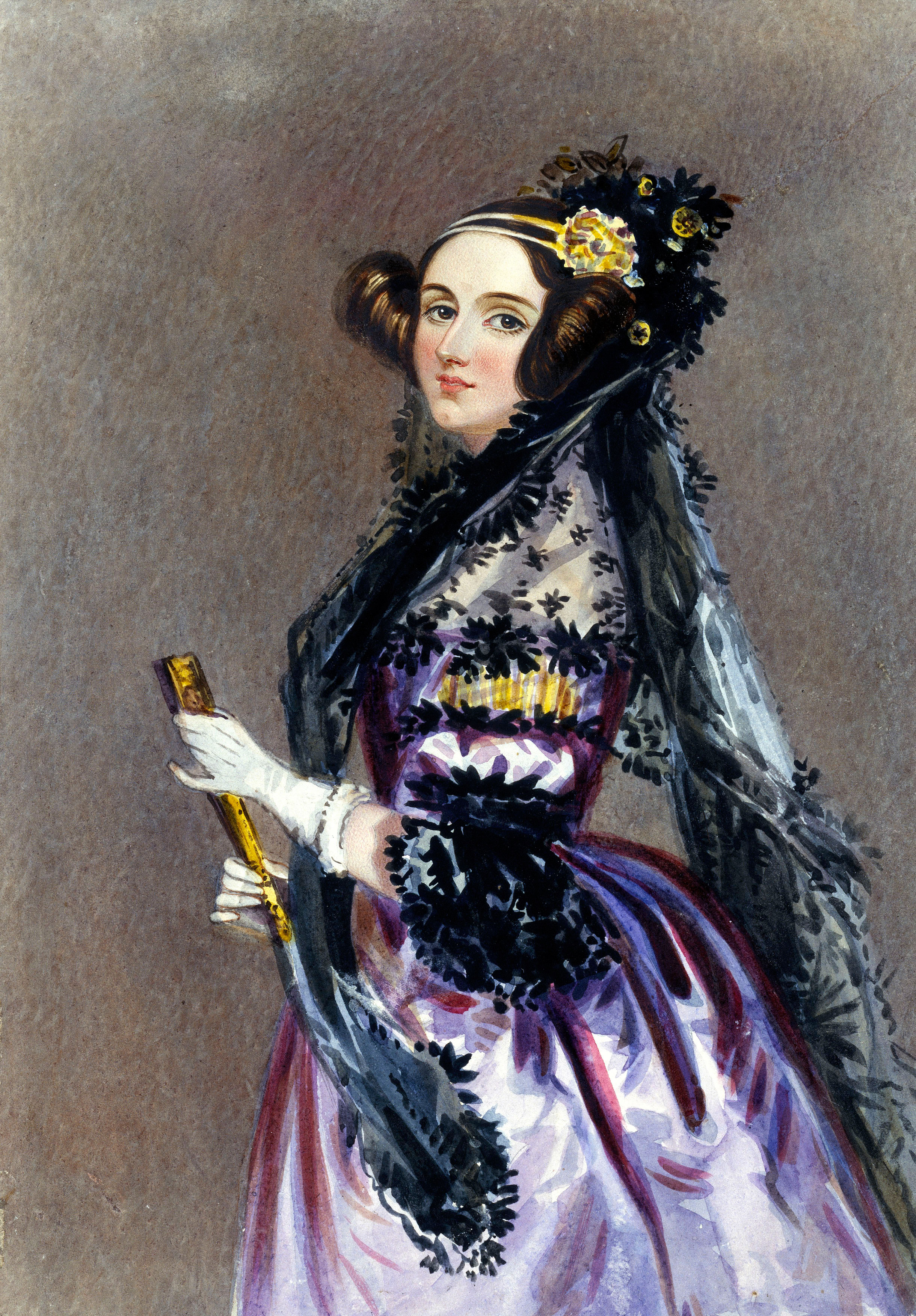
Ada Lovelace

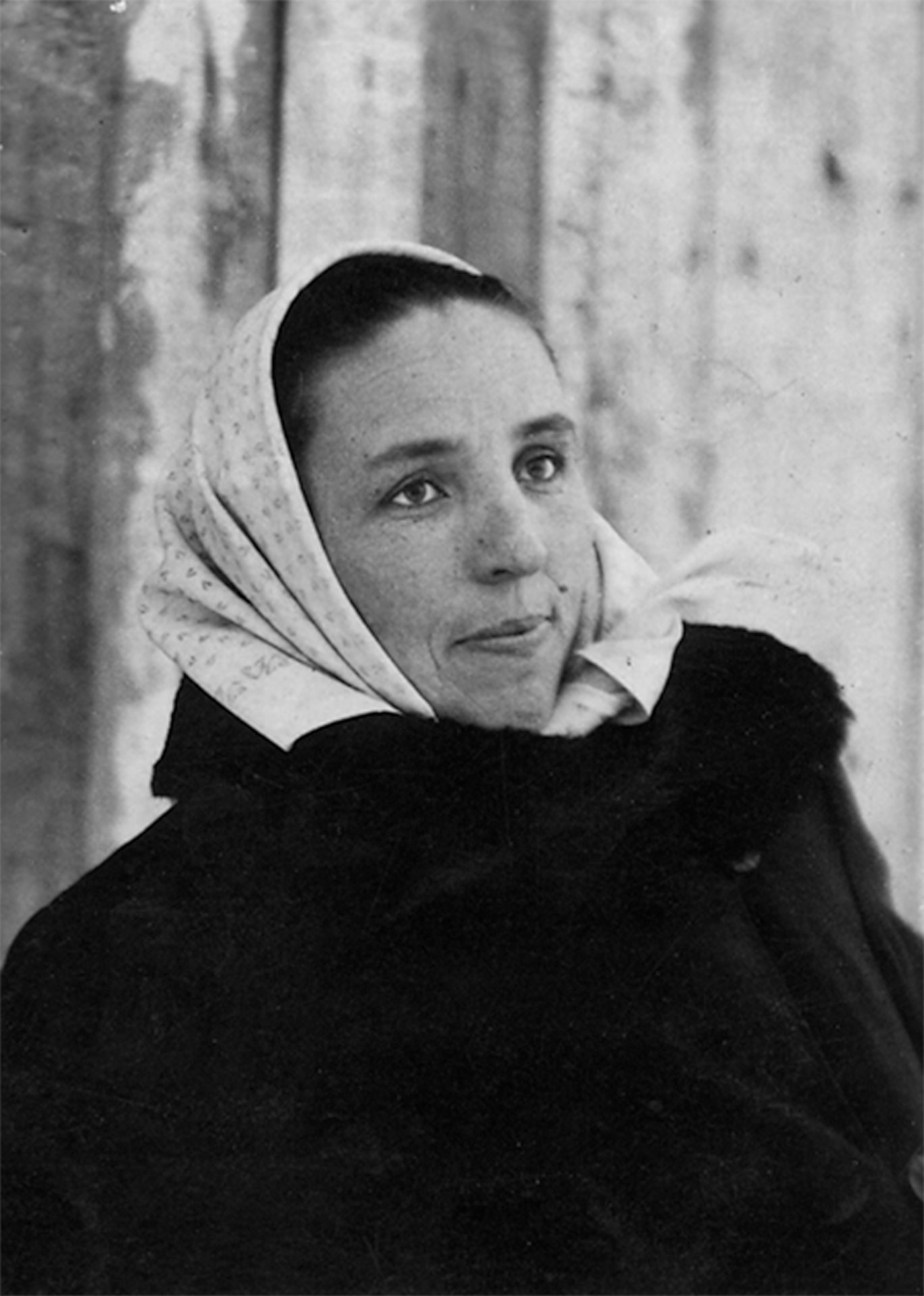
Wiktoria Ulma

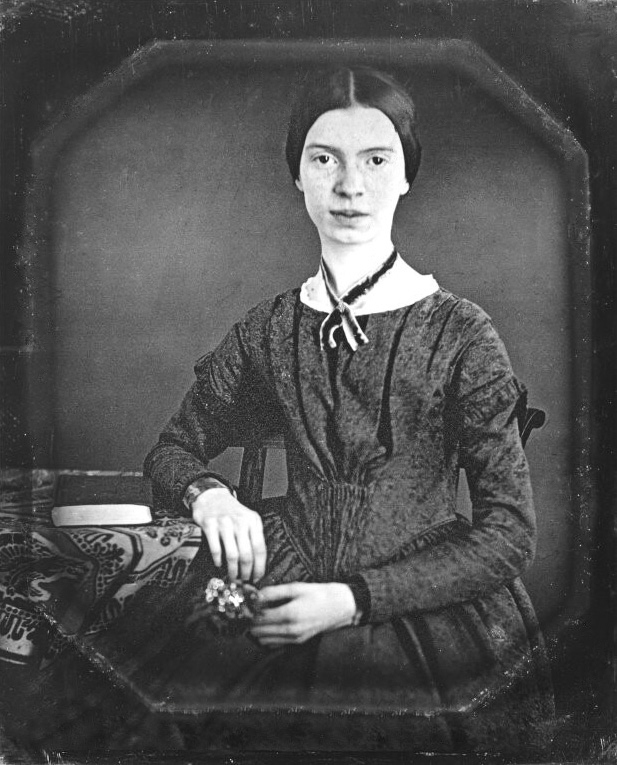
Emily Dickinson

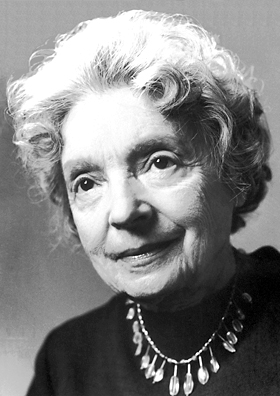
Nelly Sachs

Clarice Lispector

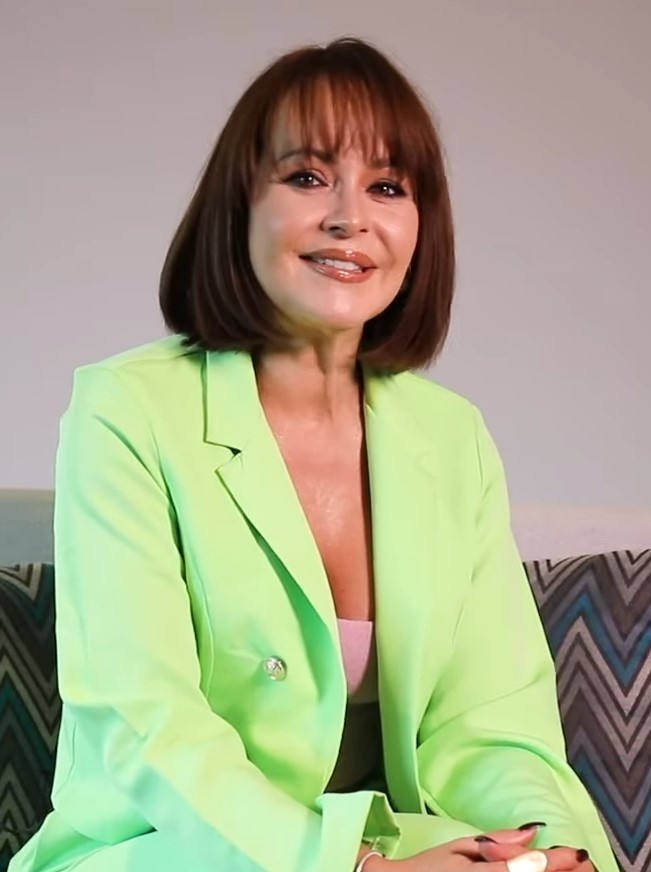
Gabriela Spanic

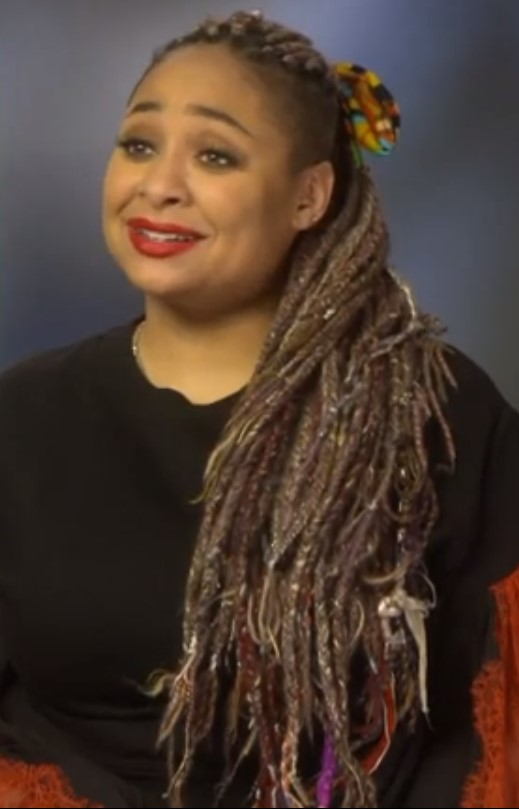
Raven-Symoné

### Anteriores ao século XIX
- 1452 — Johannes Stöffler, matemático e astrônomo alemão (m. 1531).
- 1472 — Ana de Mowbray, 8.ª condessa de Norfolk (m. 1481).
- 1489 — Gastão de Foix, Visconde de Narbona (m. 1512).
- 1588
  - Isaac Beeckman, cientista e filósofo holandês (m. 1637).
  - Johann von Aldringen, militar alemão (m. 1634).
- 1610 — Adriaen van Ostade, pintor holandês (m. 1685).
- 1741 — Aagje Deken, escritora holandesa (m. 1804).
- 1751 — George Kearsley Shaw, botânico e zoólogo britânico (m. 1813).
- 1766 — Maria Leopoldina de Áustria-Este, duquesa da Baviera (m. 1848).

### Século XIX
- 1804 — Carl Gustav Jakob Jacobi, cientista alemão (m. 1851).
- 1815 — Ada Lovelace, matemática e escritora britânica (m. 1852).
- 1820 — Isabel de Clarence, princesa britânica (m. 1821)
- 1822 — César Franck, compositor e músico belga (m. 1890).
- 1830 — Emily Dickinson, poetisa estadunidense (m. 1886).
- 1851 — Melvil Dewey, bibliotecário norte-americano (m. 1931).
- 1867
  - Wilberforce Eaves, tenista britânico (m. 1920).
  - Ker-Xavier Roussel, pintor francês (m. 1944).
  - Carmen de Burgos, jornalista, escritora e ativista espanhola (m. 1932).
- 1870
  - Adolf Loos, arquiteto austríaco (m. 1933).
  - Pierre Louÿs, escritor e poeta francês (m. 1925).
- 1878 — C. Rajagopalachari, político e jurista indiano (m. 1972).
- 1886 — Victor McLaglen, ator britânico (m. 1959).
- 1891
  - Harold Alexander, marechal de campo britânico (m. 1969).
  - Nelly Sachs, escritora alemã (m. 1970).
- 1896 — Luís Augusto Vinhaes, treinador de futebol brasileiro (m. 1960).

### Século XX

#### 1901–1950
- 1902
  - José Olympio, editor brasileiro (m. 1990).
  - Andrée Dupeyron, aviadora francesa (m. 1988).
- 1903 — Una Merkel, atriz e cantora norte-americana (m. 1986).
- 1904 — Antonín Novotný, político tcheco (m. 1975).
- 1907 — Lucien Laurent, futebolista francês (m. 2005).
- 1908
  - Olivier Messiaen, compositor, organista e ornitologista francês (m. 1992).
  - Mario Evaristo, futebolista argentino (m. 1993).
- 1912 — Wiktoria Niemczak Ulma, doméstica polonesa homenageada como justa entre as nações (m. 1944).
- 1913 — Morton Gould, pianista, maestro e compositor norte-americano (m. 1988).
- 1914
  - Dorothy Lamour, atriz norte-americana (m. 1996).
  - Reginald John Delargey, cardeal neozelandês (m. 1979).
- 1916 — Paulo Pessoa Guerra, político brasileiro (m. 1977).
- 1920
  - Clarice Lispector, escritora brasileira (m. 1977).
  - Antônio Batista Fragoso, bispo brasileiro (m. 2006).
  - Ragnhild Hveger, nadadora dinamarquesa (m. 2011).
- 1922 — George Knobel, treinador de futebol neerlandês (m. 2012).
- 1923
  - Wilson Grey, ator brasileiro (m. 1993).
  - Clorindo Testa, arquiteto ítalo-argentino (m. 2013).
  - Harold Gould, ator norte-americano (m. 2010).
  - Jorge Semprún, escritor argentino (m. 2011).
  - Johnny Dixon, futebolista britânico (m. 2009).
  - Kurt Rey, ex-futebolista suíço.
- 1924
  - Michael Manley, político jamaicano (m. 1997).
  - João Bethencourt, dramaturgo, ator e tradutor de teatro húngaro (m. 2006).
- 1926 — Nikolai Tishchenko, futebolista e treinador de futebol russo (m. 1981).
- 1930 — Ladislav Fouček, ciclista tcheco (m. 1974).
- 1933
  - Mako Iwamatsu, ator e cantor japonês (m. 2006).
  - Chico de Assis, dramaturgo brasileiro (m. 2015).
- 1934
  - Howard Martin Temin, geneticista norte-americano (m. 1994).
  - Gerhard Kubik, etnomusicólogo austríaco.
- 1935 — Selma do Coco, cantora e compositora brasileira (m. 2015).
- 1936 — Giane, cantora brasileira.
- 1937 — Karel Schwarzenberg, político tcheco.
- 1938 — Yuri Temirkanov, maestro russo (m. 2023).
- 1939
  - Andrei Igorov, canoísta romeno (m. 2011).
  - Barry Cunliffe, arqueólogo britânico.
  - András Szente, canoísta húngaro (m. 2012).
- 1940 — Nazaré Pereira, cantora brasileira.
- 1941
  - Fionnula Flanagan, atriz irlandesa.
  - Kyū Sakamoto, cantor, compositor e ator japonês (m. 1985).
  - Tommy Rettig, ator norte-americano (m. 1996).
- 1943 — Lajos Szűcs, futebolista húngaro (m. 2020).
- 1944
  - Haroldo de Souza, radialista brasileiro.
  - Andris Bērziņš, político letão.
- 1945
  - Jimmy Rooney, ex-futebolista australiano.
  - Marek Grechuta, compositor, cantor e letrista polonês (m. 2006).
- 1946 — Guy Hocquenghem, filósofo, ensaísta, romancista e ativista francês (m. 1988).
- 1947
  - Zinaida Voronina, ginasta russa (m. 2001).
  - Jürgen Barth, ex-automobilista alemão.
- 1948
  - Dušan Bajević, ex-futebolista e treinador de futebol sérvio.
  - Richard Francis-Bruce, editor de cinema australiano.
- 1949 — David Perdue, político norte-americano.
- 1950 — John Boozman, político norte-americano.

#### 1951–2000
- 1951
  - Hamilton Vaz Pereira, diretor, ator, compositor e diretor musical brasileiro.
  - Ellen Nikolaysen, cantora e atriz norueguesa.
- 1952 — Susan Dey, atriz norte-americana.
- 1954
  - Vitaly Petrakov, ex-ciclista russo.
  - Kristine DeBell, atriz norte-americana.
- 1955 — Ana Gabriel, cantora mexicana.
- 1956
  - Rod Blagojevich, político norte-americano.
  - Yannis Stournaras, político e economista grego.
- 1957
  - Michael Clarke Duncan, ator estadunidense (m. 2012).
  - José Mário Vaz, político guineense.
  - João Canijo, roteirista e diretor de cinema português.
- 1958
  - Carlos de los Cobos, ex-futebolista e treinador de futebol mexicano.
  - Ronald Gamarra, político e advogado peruano.
  - Wolf Hoffmann, músico alemão.
  - Phạm Minh Chính, político vietnamita.
  - Mário Sérgio, cantor brasileiro (m. 2016).
  - Nobuyuki Fukumoto, desenhista japonês.
- 1959
  - Floriano Peixoto, ator brasileiro.
  - Antônio Bispo dos Santos, filósofo brasileiro (m. 2023).
  - Wolf Hoffmann, músico alemão.
- 1960 — Kenneth Branagh, ator e diretor de cinema britânico.
- 1961
  - Nia Peeples, atriz norte-americana.
  - Angela Dippe, atriz brasileira.
  - Cecilia Bouzat, bioquímica argentina.
- 1962
  - Cássia Eller, cantora e compositora brasileira (m. 2001).
  - John de Wolf, ex-futebolista neerlandês.
- 1963
  - Jahangir Khan, ex-jogador de squash paquistanês.
  - Robin White, ex-tenista norte-americana.
- 1964
  - Edith González, atriz mexicana (m. 2019).
  - Viktor Klimov, ex-ciclista ucraniano.
- 1965
  - Luma de Oliveira, modelo e empresária brasileira.
  - Greg Giraldo, ator e comediante norte-americano (m. 2010).
  - J. Mascis, músico estadunidense.
- 1967 — Donghua Li, ex-ginasta chinês.
- 1969
  - Jerôme Palatsi, ex-futebolista francês.
  - Hanna Balabanova, ex-canoísta ucraniana.
  - Paulo Alves, ex-futebolista e treinador de futebol português.
- 1970
  - Luciana Vendramini, atriz brasileira.
  - Djamel Haimoudi, ex-árbitro de futebol argelino.
  - Kevin Sharp, cantor, ator e palestrante motivacional norte-americano (m. 2014).
- 1971 — Carla Sacramento, ex-atleta portuguesa.
- 1972
  - Donavon Frankenreiter, cantor, compositor e surfista norte-americano.
  - Brian Molko, músico belga.
- 1973
  - Gabriela Spanic, modelo e atriz venezuelana.
  - Daniela Spanic, modelo e atriz venezuelana.
- 1974
  - Evandro Santo, humorista brasileiro.
  - Nii Lamptey, ex-futebolista ganês.
  - Laïla Marrakchi, diretora e roteirista marroquina.
  - Sylvia Salustti, atriz, dubladora e cantora brasileira.
  - Jacinto Pereira, ex-futebolista angolano.
  - Meg White, baterista estadunidense.
  - Tadahiro Nomura, ex-judoca japonês.
- 1975
  - Josip Skoko, ex-futebolista australiano.
  - Stephen Huss, ex-tenista australiano.
- 1976 — Vyacheslav Amin, ex-futebolista quirguiz.
- 1977
  - Emmanuelle Chriqui, atriz canadense.
  - Joaquín Botero, ex-futebolista boliviano.
  - Frida Östberg, ex-futebolista sueca.
- 1978
  - Tatiana Lemos, nadadora brasileira.
  - Summer Phoenix, atriz norte-americana.
  - José Mari, ex-futebolista espanhol.
- 1979
  - Ferreira Pinto, futebolista brasileiro.
  - Ildefons Lima, ex-futebolista andorrano.
  - Babu Santana, ator brasileiro.
  - Steve Cooper, ex-futebolista e treinador de futebol britânico.
- 1980 — Alexa Rae, atriz norte-americana de filmes eróticos.
- 1981
  - Fábio Rochembach, ex-futebolista brasileiro.
  - Rafael Studart, humorista, youtuber e professor brasileiro.
- 1982 — Óscar Bagüí, ex-futebolista equatoriano.
- 1983
  - Katrin Siska, tecladista estoniana.
  - Patrick Flueger, ator norte-americano.
  - Xavier Samuel, ator australiano.
  - Mahdi Karim, ex-futebolista iraquiano.
- 1984 — Edina Gallovits-Hall, tenista romena.
- 1985
  - Raven Symone, atriz e cantora norte-americana.
  - Trésor Mputu, ex-futebolista congolês.
  - Charlie Adam, ex-futebolista britânico.
  - Sander Armée, ciclista belga.
- 1986
  - Natti Natasha, cantora dominicana.
  - Dane Coles, jogador de rugby neozelandês.
  - Anicka van Emden, judoca neerlandesa.
  - Roger Carvalho, futebolista brasileiro.
- 1987
  - Gonzalo Higuaín, ex-futebolista argentino.
  - Sergio Henao, ciclista colombiano.
- 1988
  - Wilfried Bony, futebolista marfinense.
  - Dennis Banda, futebolista zambiano.
  - Jon Lancaster, automobilista britânico.
  - Simon Church, ex-futebolista britânico.
  - Mitchell Donald, futebolista neerlandês.
  - Neven Subotić, ex-futebolista sérvio.
- 1989 — Marion Maréchal, política francesa.
- 1990
  - Shoya Tomizawa, motociclista japonês (m. 2010).
  - Bryony Page, ginasta britânica.
- 1991
  - Kiki Bertens, ex-tenista neerlandesa.
  - Tommy Oar, ex-futebolista australiano.
- 1992
  - LE, rapper, compositora e produtora musical sul-coreana.
  - Melissa Roxburgh, atriz canadense.
- 1993 — Alicia von Rittberg, atriz alemã.
- 1994 — Alessio Deledda, automobilista italiano.
- 1995
  - Marc Stendera, futebolista alemão.
  - Distria Krasniqi, judoca kosovar.
  - Fredrik Aursnes, futebolista norueguês.
  - Saula Waqa, futebolista fijiano.
- 1996
  - Jonas Vingegaard, ciclista dinamarquês.
  - Valentina Sampaio, modelo e atriz brasileira.
  - Kang Daniel, cantor sul-coreano.
- 1997
  - Arjun Maini, automobilista indiano.
  - Lucas Perri, futebolista brasileiro.
- 1998
  - Manuel Peñalver, ciclista espanhol.
  - Lucia Bronzetti, tenista italiana.
- 1999 — Reiss Nelson, futebolista britânico.
- 2000 — Jeremie Frimpong, futebolista neerlandês.

### Século XXI
- 2001 — Jamie Margolin, ativista norte-americana.
- 2005 — Kyliegh Curran, atriz norte-americana.
- 2014
  - Jaime, Príncipe Herdeiro do Mónaco.
  - Gabriela, Condessa de Carladès.

## Mortes

### Anteriores ao século XIX
- 0925 — Sancho Garcês I de Pamplona (n. c. 860).
- 0949 — Hermano I, Duque da Suábia (n. ?).
- 1041 — Miguel IV, o Paflagônio, imperador bizantino (n. 1010).
- 1081 — Nicéforo III Botaniates, imperador bizantino (n. c. 1002).
- 1363 — Isabel de Burgh, 4.ª Condessa de Ulster (n. 1332).
- 1475 — Paolo Uccello, pintor italiano (n. 1397).
- 1508 — Renato II de Lorena, duque de Lorena (n. 1451).
- 1541 — Thomas Culpepper, cortesão inglês (n. 1514).
- 1603 — William Gilbert, físico e médico inglês (n. 1544).
- 1616 — Diogo do Couto, historiador e escritor português (n. 1542).
- 1636 — Randal MacDonnell, 1º Conde de Antrim (n. ?).
- 1736 — António Manoel de Vilhena, aristocrata português (n. 1663).

### Século XIX
- 1822 — Bertrand Andrieu, gravador francês (n. 1761).
- 1831 — T. J. Seebeck, físico alemão (n. 1770).
- 1865 — Leopoldo I da Bélgica (n. 1790).
- 1872 — Étienne Arnal, ator cômico francês (n. 1794).
- 1889 — Ludwig Anzengruber, escritor austríaco (n. 1839).
- 1896 — Alfred Nobel, químico sueco (n. 1833).

### Século XX
- 1917 — Mackenzie Bowell, político canadense (n. 1823).
- 1936 — Luigi Pirandello, escritor italiano (n. 1867).
- 1937 — Francesco Matarazzo, empresário ítalo-brasileiro (n. 1854).
- 1938 — Paul Morgan, ator e comediante austríaco (n. 1886).
- 1967 — Otis Redding, cantor norte-americano (n. 1941).
- 1968
  - Karl Barth, teólogo suíço (n. 1886).
  - Thomas Merton, escritor norte-americano (n. 1915).
- 1978 — Ed Wood, cineasta estadunidense (n. 1924).
- 1987 — Jascha Heifetz, violinista russo (n. 1902).
- 1991 — Celestino Alves, poeta, escritor e compositor brasileiro (n. 1929).
- 1999 — Franjo Tuđman, político croata (n. 1922).
- 2000
  - Marie Windsor, atriz norte-americana (n. 1919).
  - Alberto Ferreira, jornalista e escritor português (n. 1920).
  - José Águas, futebolista português (n. 1930).

### Século XXI
- 2002 — Átila Iório, ator brasileiro (n. 1921).
- 2005 — Richard Pryor, humorista estadunidense (n. 1940).
- 2006 — Augusto Pinochet, militar e político chileno (n. 1915).
- 2008
  - Chris Richardson, basquetebolista estadunidense (n. 1980).
  - Munawwar Hasan, político indiano (n. 1964).
- 2009 — MC Pelé, cantor e compositor brasileiro (n. 1965).
- 2010 — Braz Paschoalin, político brasileiro (n. 1948).
- 2012 — Lisa Della Casa, soprano suíça (n. 1919).
- 2013 — Rossana Podestà, atriz líbia (n. 1934).
- 2015 — Arnold Peralta, futebolista hondurenho (n. 1989).
- 2017 — Eva Todor, atriz brasileira (n. 1919).
- 2020
  - Joseph Safra, banqueiro, empresário e filantropo brasileiro (n. 1938).
  - Barbara Windsor, atriz britânica (n. 1937).
  - Leila Richers, jornalista brasileira (n. 1955).
  - Tom Lister Jr., ator e lutador profissional norte-americano (n. 1958).

## Feriados e eventos cíclicos

### Internacional
- Dia Internacional dos Direitos Humanos - Adotado pela Assembleia Geral da ONU

### Brasil
- Aniversário do município de Areial, Paraíba.
- Aniversário do município de Londrina, Paraná.
- Aniversário do município de Itaperuçu, Paraná.
- Aniversário do município de Presidente Figueiredo, Amazonas.
- Aniversário do município de Rondonópolis, Mato Grosso.
- Dia do Palhaço.
- Dia do Sociólogo.

### Mitológicos
- Roma antiga - Festival de Lux Mundi em honra à deusa Liberdade.

### Cristianismo
- Eulália de Mérida
- Isméria
- Karl Barth
- Thomas Merton

## Outros calendários
- No calendário romano era o 4.º dia (IV) antes dos idos de  dezembro.
- No calendário litúrgico tem a letra dominical A para o dia da semana.
- No calendário gregoriano a epacta do dia é xi.